# فرودگاه کیرنسک
فرودگاه کیرنسک (به روسی: Аэропорт Киренск) فرودگاهی عمومی واقع در کیرنسک در کشور روسیه است.

## شرکت‌های هواپیمایی و مقصدهای پروازی
| شرکت‌های هواپیمایی | مقصدهای پروازی |
| ----------------- | -------------- |
| آنگارا ایرلاینز   | ایرکوتسک       |